# غرايم فيرغسون
غرايم فيرغسون هو مخرج كندي، ولد في 7 أكتوبر 1929 في تورونتو في كندا.

## وصلات خارجية
- غرايم فيرغسون على موقع IMDb (الإنجليزية)
- غرايم فيرغسون على موقع ألو سيني (الفرنسية)
- غرايم فيرغسون على موقع أول موفي (الإنجليزية)
- غرايم فيرغسون على موقع قاعدة بيانات الأفلام السويدية (السويدية)
- غرايم فيرغسون على موقع قاعدة بيانات الفيلم (الإنجليزية)
- غرايم فيرغسون على موقع كينوبويسك (الروسية)